# Викрадені тіла
«Викрадені тіла» (англ. The Stolen Body) — оповідання англійського письменника Герберта Веллса. Видане у 1898 році.

## Сюжет
Головні герої історії — пара дослідників паранормальних явищ, які експериментують з ідеєю астральної проєкції. Одного разу вночі одному з них, містеру Бесселу, ненавмисно вдається вийти зі свого тіла. Тим часом тілом заволоділа зловмисна сутність. Його напарник Вінсі відчуває лихо та поспішає на допомогу, але на місці все виявляється зруйноване. Дослідник продовжує пошуки свого напарника та дізнається, що він вчинив серію злочинів у Лондоні. Він шукає допомоги в медіума, який спрямовує дух Бессела, та виявляє, що той впав у колодязь і згодом був покинутий злою сутністю. Вони знаходять колодязь і дослідника, після чого той розповідає як перебував у товаристві інших духів.